# Иголкин Банк
Иголкин Банк (Иголкинский банк) — водоток в дельте Волги. Служит государственной границей, разделяет Астраханскую область России и Атыраускую область Казахстана. Впадает в Каспийское море. Длина реки составляет 18 км.

## Данные водного реестра
По данным государственного водного реестра России относится к Нижневолжскому бассейновому округу, водохозяйственный участок реки — Волга (дельта) от водомерного поста Верхнее Лебяжье и до устья. Речной бассейн реки — Волга от верхнего Куйбышевского водохранилища до впадения в Каспий.
Код объекта в государственном водном реестре — 11010002512112100011880.